# Heinrich Jakesch
Heinrich Jakesch (8. ledna 1867 Praha – 19. listopadu 1909 Praha) byl český malíř a grafik.

## Život
Heinrich Jakesch se narodil v Truhlářské ulici na Novém Městě pražském. Jeho otec Vojtěch Jakesch byl notářským koncipientem. Zprvu byl žákem svého bratra Alexandra. Od roku 1883 studoval na malířské akademii v Mnichově u profesorů Gabriela von Hakla a Otto Seitze. Až do roku 1892 působil Heinrich Jakesch v Mnichově, kde mimo jiné provedl několik kreseb šablon pro místní skláře. V letech 1893–1894 pobýval se svým bratrem v Itálii, poté se usadil v Praze, kde od roku 1892 vystavoval na výstavách menší olejomalby a pastely. Od roku 1897 dělal stále výlučněji rytiny technikou hlubotisku. V roce 1909 však malíř zemřel.
Heinrich Jakesch byl znám převážně jako malíř Ex libris a obrázků staré Prahy.

## Galerie

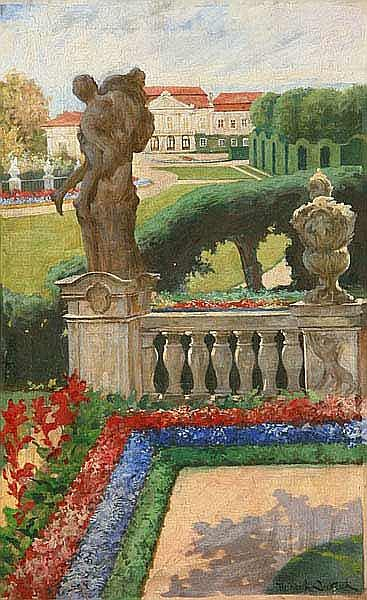
Jakesch Heinrich - pohled do zámecké zahrady
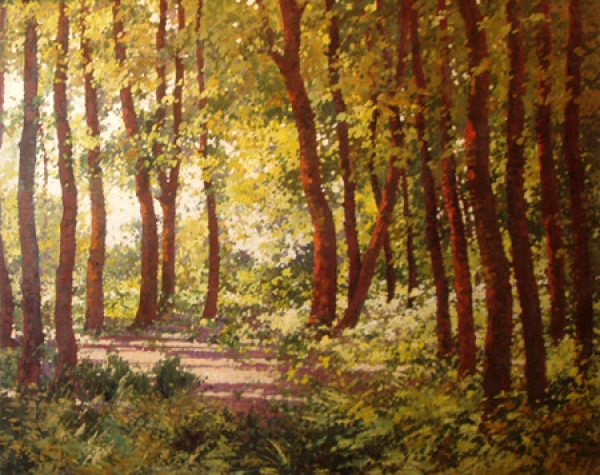
Jakesch Heinrich - lesní nálada
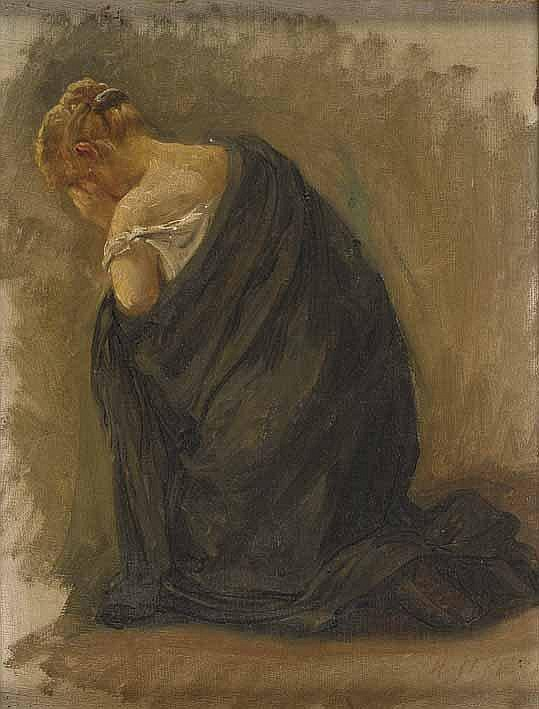
Jakesch Heinrich - žena zpytující svědomí
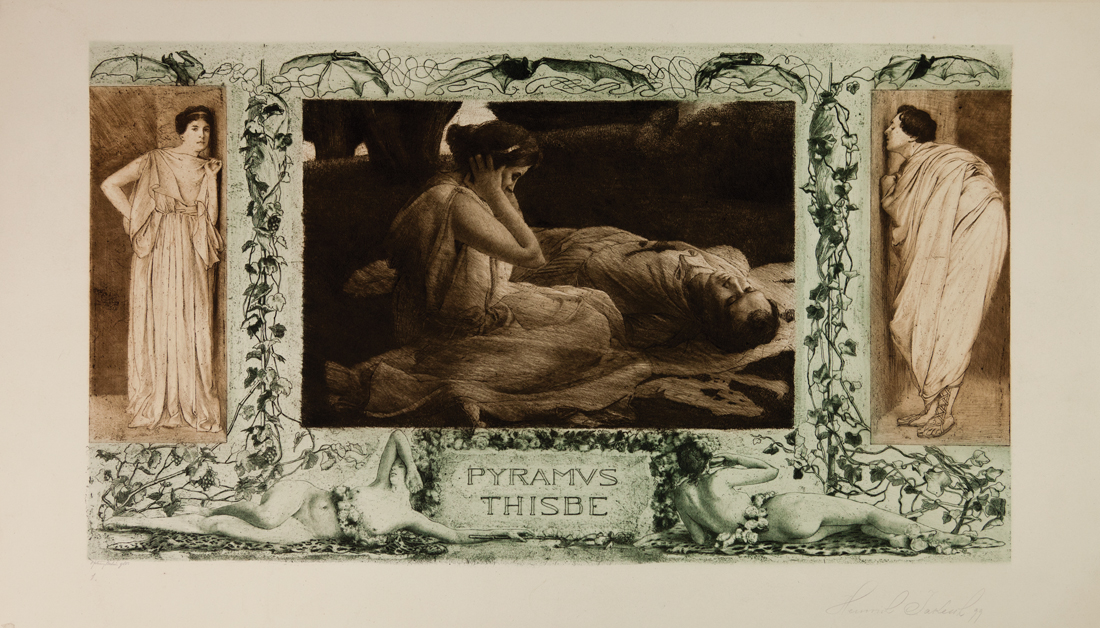
Heinrich Jakesch - Pyramus Thisbe (1899)
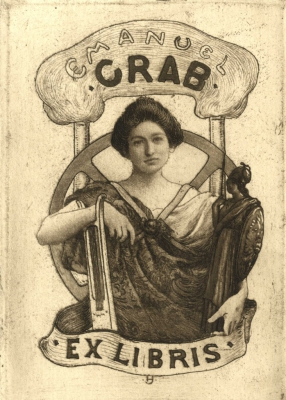
Jakesch Heinrich – Ex libris (1902)
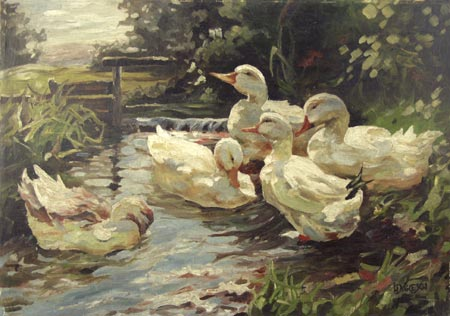
Heinrich Jakesch - husy na potoce
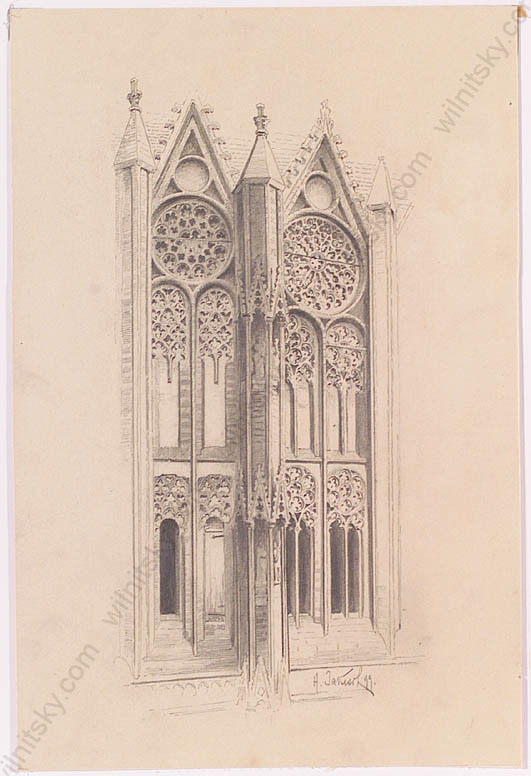
Heinrich Jakesch - architektura , kresba (kol. 1900)